# ミツユビカモメ属
ミツユビカモメ属（ミツユビカモメぞく、Rissa）は、鳥綱チドリ目カモメ科に属する属。模式種はミツユビカモメ。

## 分布
北大西洋、北太平洋、地中海、北極海

## 形態
全長35-40cm。全身は白い羽毛で覆われる。胴体や翼の背面は青みがかった灰色の羽毛で覆われ、初列風切の先端は黒い。尾羽は白く、中央部に浅い切れこみが入る。
嘴の色彩は黄色。後肢は短い。第1趾が痕跡的なため、趾が3本しかないように見える。
夏羽は頭部が白い。冬羽は後頭に黒い斑紋が入る。

## 分類
- Rissa brevirostris　アカアシミツユビカモメ　Red-legged kittiwake
- Rissa tridactyla　ミツユビカモメ　Black-legged kittiwake

## 生態
外洋や外洋に面した海岸に生息する。
食性は動物食で、魚類、軟体動物などを食べる。海面に浮かびながら頭部を水中に入れて獲物を捕食するが、潜水して獲物を捕らえることもある。
繁殖形態は卵生。大規模な集団繁殖地（コロニー）を形成する。岸壁に土や枯草などを踏み固めた皿状の巣を作り、1回に2-3個の卵を産む。

## 人間との関係
属名Rissaはアイスランド語でミツユビカモメを指す呼称ritaに由来する。
アカアシミツユビカモメは漁業との競合（獲物の減少、およびそれに伴う一腹卵数や繁殖率の低下）などにより生息数が減少している。

## 画像

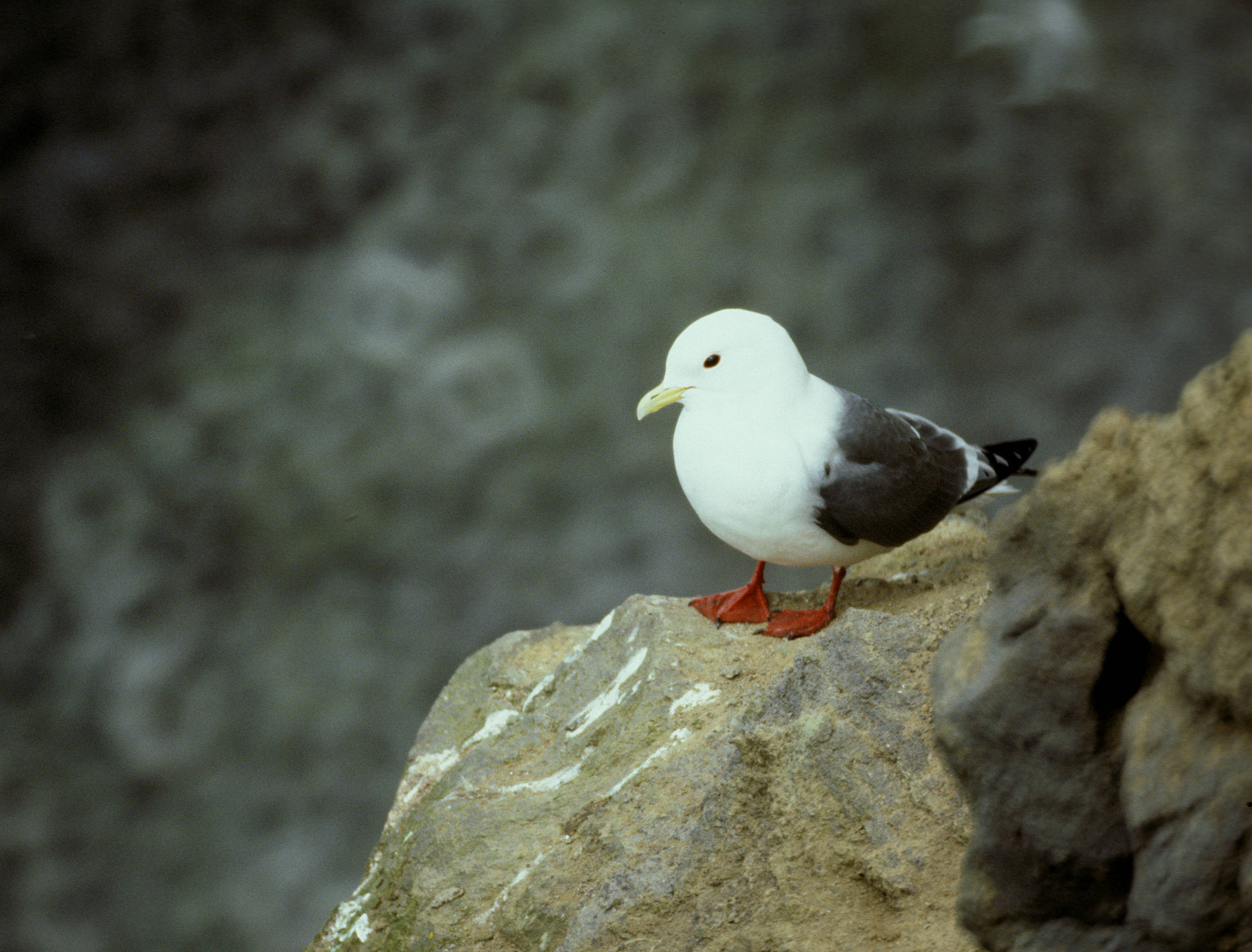
アカアシミツユビカモメ R. brevirostris